# 北科梅利克 (亞利桑那州)
北科梅利克（英語：North Komelik）是位於美國亞利桑那州皮納爾縣的一個非建制地區。該地的面積和人口皆未知。

## 地理
北科梅利克的座標為32°30′28″N 111°56′47″W / 32.50778°N 111.94639°W，而該地的平均海拔高度為490米（即1608英尺）。